# Michael Powolny
Michael Powolny (né le 18 septembre 1871 à Judenburg, mort le 4 janvier 1954 à Vienne) est un sculpteur, médailleur, céramiste, designer et enseignant autrichien. Il est connu pour diverses sculptures et monuments municipaux tels que des fontaines et des monuments aux morts, mais aussi pour des dessins d'objets ménagers et des pièces de monnaie autrichiennes.

## Biographie
De 1894 à 1901 il étudie à la Wiener Kunstgewerbeschule. En 1906, avec Bertold Löffler, il fonde l'atelier Wiener Keramik, qui rejoint l'année suivante la Wiener Werkstätte.